# برج کاسکو
برج کاسکو، (به انگلیسی: COSCO Tower) آسمان‌خراش ۵۳ طبقه به ارتفاع ۲۲۸ متر، با کاربری اداری-تجاری است، که در هنگ کنگ مستقر می‌باشد. پروژه ساخت این ساختمان در سال ۱۹۹۵ آغاز شد و در سال ۱۹۹۸ تکمیل و افتتاح گردید. برج کاسکو متعلق به شرکت کوسکو می‌باشد و دفتر مرکزی این شرکت بشمار می‌آید.